# Impôt fédéral direct

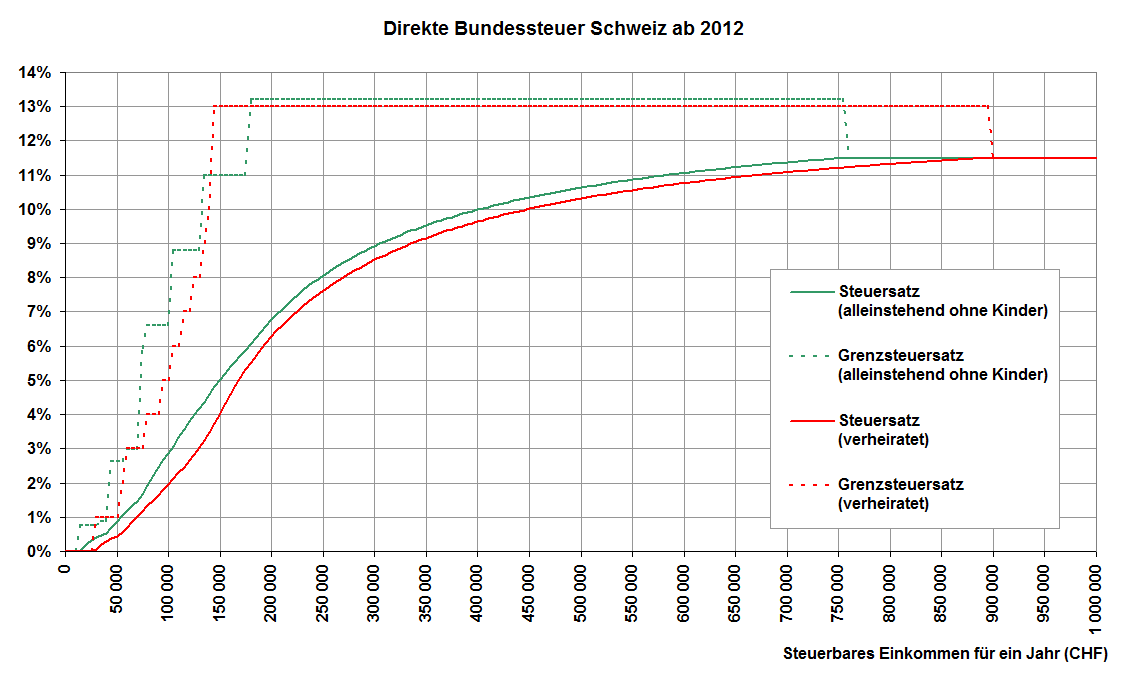
Montant de l'IFD en 2012

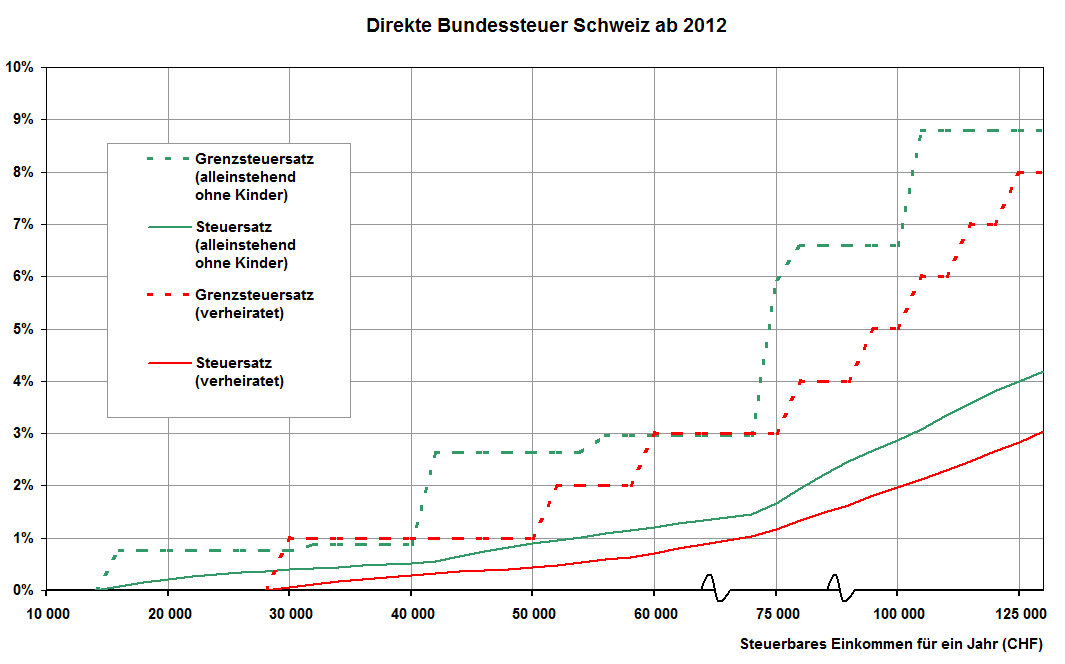
Montant de l'IFD pour des revenus jusqu'à 125 000 CHF en 2012

Pour les articles homonymes, voir IFD.
L'impôt fédéral direct (IFD) est un impôt direct suisse sur le revenu. L’impôt fédéral direct (IFD) et la taxe sur la valeur ajoutée (TVA) sont les principales sources de recettes de la Confédération suisse ; s'y ajoute le droit de douane.
L'impôt sur la fortune n'existe pas au niveau fédéral, il est prélevé uniquement par les cantons et les communes.

## Histoire
Créé en 1915, il est prélevé sous contrôle des cantons au bénéfice de la Confédération suisse dans le contexte de la première Guerre mondiale et s'appelait alors « impôt de guerre » (1916-1917). Par la suite, il prit le nom de « nouvel impôt de guerre extraordinaire » (1921-1932), « taxe de crise » (1934-1940) et « impôt de défense nationale » à partir de 1941. L'appellation actuelle d'IFD fut adoptée dès la période de taxation 1983/1984.
Prévu pour être un impôt provisoire, il est reconductible par le biais du vote, la dernière échéance étant en 2020. En 2018, le peuple accepta de le reconduire de 2020 jusqu'en 2035 sous l'appellation « régime financier 2021 ».